# Минный офицерский класс
Минный офицерский класс, Минная школа для нижних чинов и Учебно-минный отряд — военные учебные заведения военно-морского флота Российской империи.
Минный офицерский класс и Минная школа были основаны в 1874 году как учебные заведения (отряд — временное формирование для морских практических занятий), которые готовили специалистов-минёров для всего императорского флота. Впоследствии, при внедрении электрификации на кораблях, минные офицеры стали также заведовать их электрической оснасткой.

## История
Недостатком получения знаний минного дела офицерами флота при Гальванической школе было то, что курс был составлен специально для сапёров, о морских минах читалось очень кратко и опытов на кораблях и судах флота не производилось. Поэтому уже около 1873 года встало много вопросов о специалистах и о создании в Российском флоте корпуса минёров флота, а в связи с этим, об учреждении двух школ — офицерской и для нижних чинов. Практические занятия переменного состава предполагалось производить на специально оборудованном для этой цели фрегате «Адмирал Лазарев».
Открытие Минного офицерского класса (МОК) в Кронштадте в здании так называемого «Абраимова дома» (дом, в котором во время строительства дока-канала жил Арап Петра Великого А. П. Ганнибал) состоялось 1 октября 1874 года. Электротехническое оборудование МОК было в то время лучшим в стране. При участии Д. И. Менделеева силами передовых русских учёных (в частности, И. М. Чельцовым) здесь были созданы прекрасные физический и механический кабинеты, библиотека, мастерская, лаборатория и чертёжная. Хорошо оборудованный физический кабинет МОК в своё время привлёк внимание молодого выпускника университета А. С. Попова, и он (1883 году) принял предложение занять здесь должность преподавателя физики и электротехники.
МОК и Минная школа стали одними из первых в России электротехнических школ вообще и первыми в Морском ведомстве в частности. Постановка преподавания общеобразовательных предметов была там значительно шире и серьёзнее, чем во многих учебных заведениях подобного рода более поздней формации. Руководители школы стремились дать солидную теоретическую подготовку слушателям по общеобразовательным предметам с целью более успешного усвоения ими в дальнейшем специальных дисциплин.
В феврале 1876 года в «Кронштадтском вестнике» отмечалось: «Занятия в нашей Минной школе и офицерском классе, устроенном при ней, очень интересны в настоящее время и кроме обязательных слушателей, лекции класса посещаются многими из командиров судов и старших офицеров и даже адмиралов». МОК «считался одним из лучших в Европе военным электротехническим учебным заведением, и зарубежные флоты уже с 1877 года посылали своих морских офицеров для прохождения в нём курса электротехники и минного дела». Минные офицеры зарекомендовали себя не только во флоте. Многие из окончивших МОК стали видными работниками в электротехнической промышленности.
В 1877 году на кораблях Российского флота появились первые установки электрического освещения. Заведовать этим оборудованием поручили воспитанникам МОК и Минной школы — электроосветителям, минёрам, минным офицерам и унтер-офицерам. Однако лишь в 1903 году было обнародовано мнение особой комиссии при Морском министерстве о необходимости учреждения специального звания электрика во флоте.
МОК был рассчитан на 30 офицеров, к 1880 году было подготовлено 70 минных офицеров — специалистов минного дела.
В 1884—1886 годах обучение было двухлетнее, с начала 1900-х — 10 месяцев теоретических занятий и 4-х месячное учебное плавание с практическими торпедными стрельбами и установкой мин. По окончании курса выпускникам присваивалось звание минного офицера 2-го разряда и вручался серебряный нагрудный знак в виде венка из якорной цепи, на которой располагались якорь и перекрещивающиеся торпеда и шестовая мина.

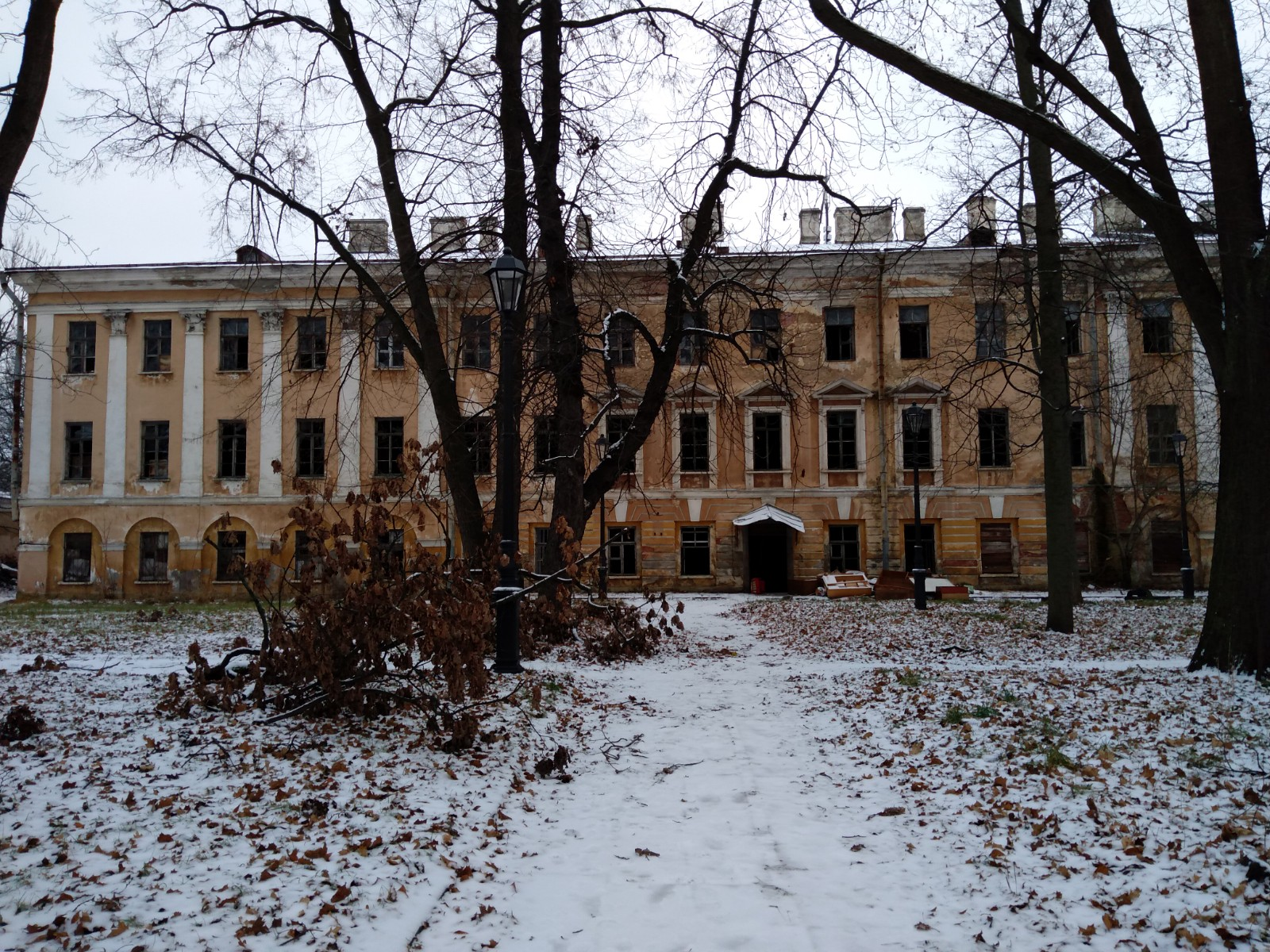
Кронштадт. Здание бывшего Минного офицерского класса (2023)

В началу Первой мировой войны учебное заведение по основной специальности окончили 642 офицера по основной специальности, 225 человек окончили класс минных механиков, другие классы — более 500 человек (без учёта офицеров флота Царства Болгарии.

## Постоянный состав
- К. П. Пилкин, командир Учебного минного отряда и начальник Минного офицерского класса, с 1874 по 1877 год;
- В. П. Верховский, флаг-капитан при командире Учебного минного отряда (1876 год), заведующий Минным офицерским классом (1877 год);
- А. И. Шпаковский, (1878—1881 года).